# Paestanische Vasenmalerei

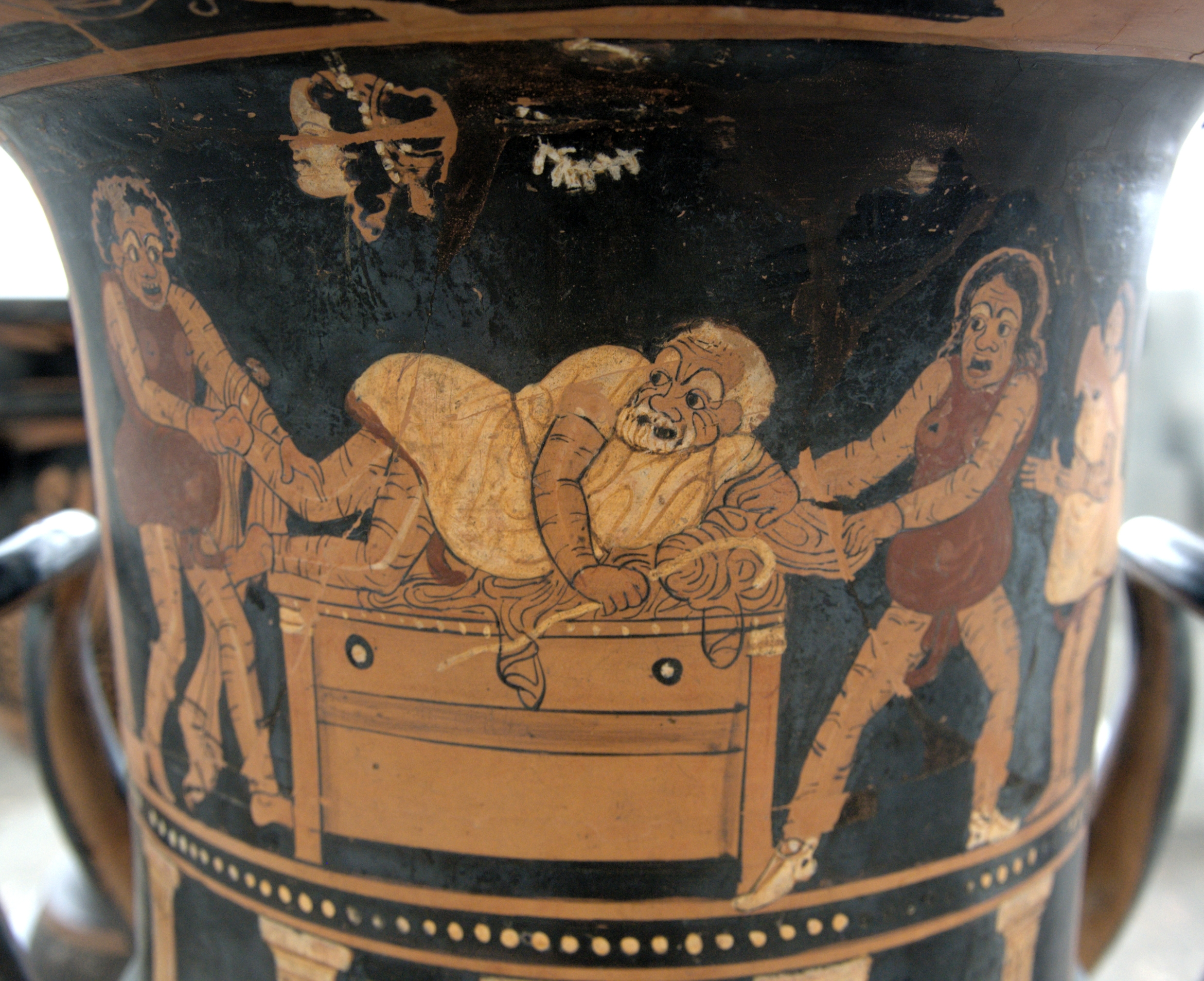
Kelchkrater mit einer Phlyakenszene vom Maler Asteas, um 350/40 v. Chr.

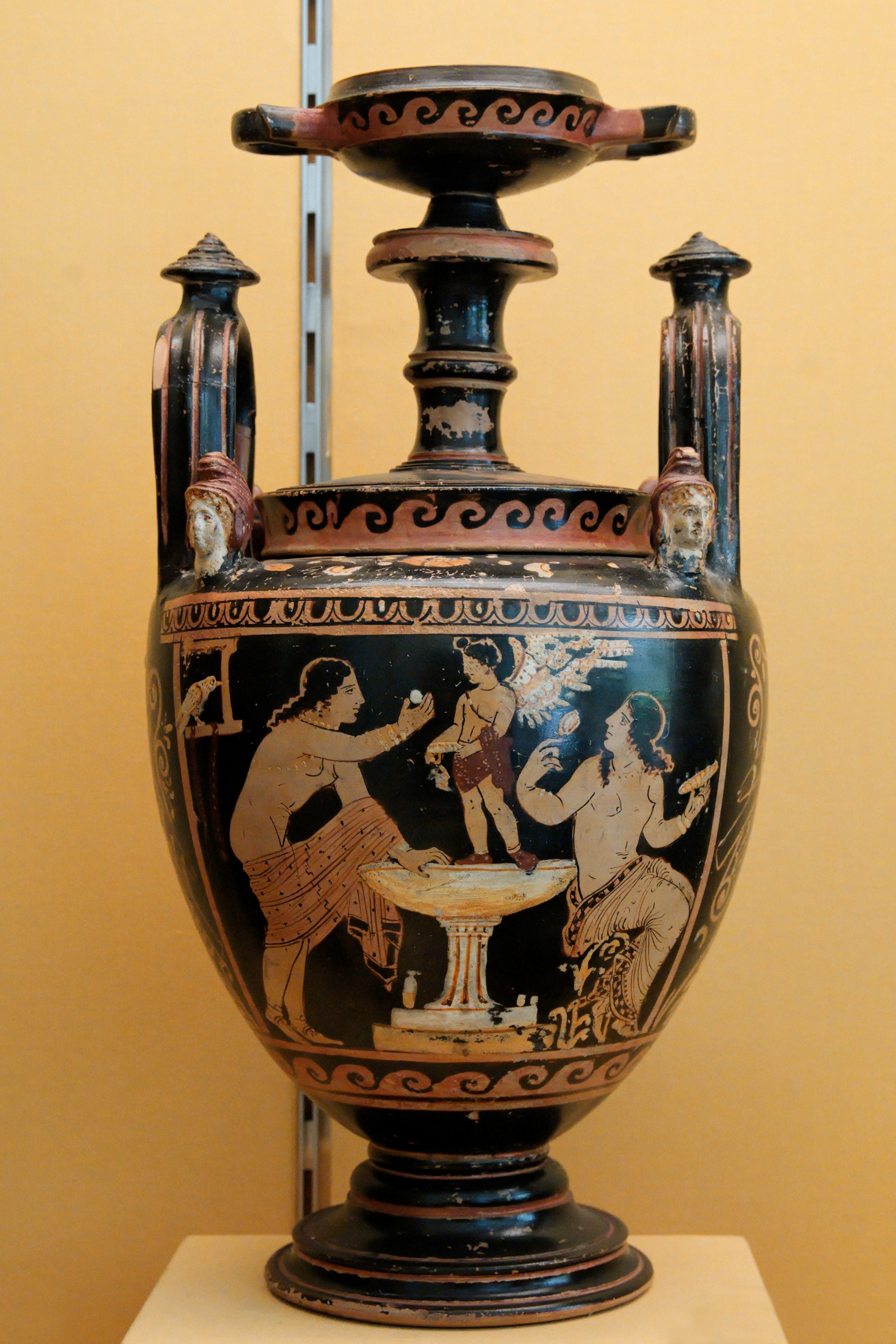
Zwei sich waschende Frauen und Eros an einem Perirrhanterion, Lebes Gamikos des Asteas, um 340 v. Chr.

Die Paestanische Vasenmalerei war ein regionaler Stil der unteritalisch-rotfigurigen Vasenmalerei.
Die Paestanische Vasenmalerei entstand als letzter unteritalischer Stil. Innerhalb der unteritalischen Vasenmalerei bildet sie mit der lukanischen und der sizilischen eine größere Einheit, unterscheidet sich von diesen aber in der stärkeren Beeinflussung durch die kampanische Vasenmalerei, nicht – wie bei der Lage von Paestum in Lukanien eigentlich zu erwarten – durch die lukanische. Daher wird sie in der Forschung als eigener Stil angesehen. Die paestanische Vasentradition wurde um das Jahr 360 v. Chr. von sizilischen Einwanderern begründet. Der verwendete Ton ist bräunlich-orange und stark glimmerhaltig.
Die erste Werkstatt wurde von Asteas und Python geführt. Es sind die beiden einzigen durch Inschriften namentlich bekannten Vasenmaler Unteritaliens. Es wurden vor allem Glockenkratere, Halsamphoren, Hydrien, Lebetes Gamikoi, Lekaniden, Lekythen und Kannen bemalt, seltener Verwendung fanden Peliken, Kelch- und Volutenkratere. Besonders charakteristisch sind Verzierungen wie Seitenpalmetten, eine als „Asteas-Blüte“ bezeichnete Ranke mit Blütenkelch und Dolde, Zinnenmuster auf den Gewändern und lockiges, angelegtes und über den Rücken hängendes Haupthaar. Ebenfalls typisch sind Figuren, die sich vorbeugen und sich auf Pflanzen oder Steine stützen. Zusatzfarben werden häufig verwendet, besonders Weiß, Gold, Schwarz, Purpur und verschiedene Rottöne.

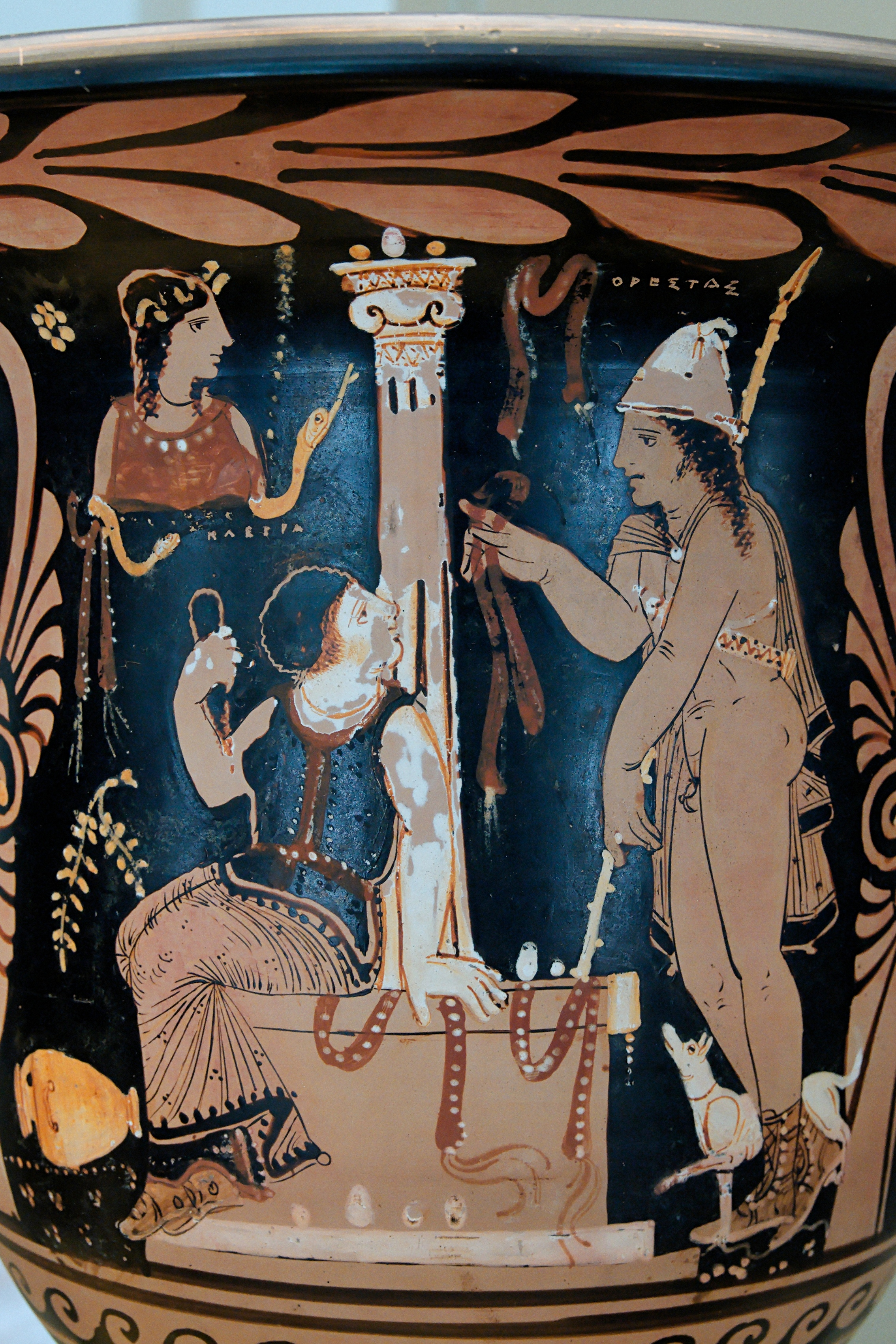
Elektra trifft Orestes am Grab des Agamemnon, Glockenkrater des Python, um 340/30 v. Chr.

Die dargestellten Themen sind oft im dionysischen Bereich angesiedelt: Thiasos- und Symposienszenen, Satyrn und Mänaden, Papposilenen und Phlyakenszenen. Zahlreich sind auch weitere mythische Motive vertreten, vor allem Herakles, das Parisurteil, Orestes, Elektra, unter den Göttern Aphrodite und Eroten, Apollon, Athene und Hermes. Dennoch sind mythologische Szenen vergleichsweise selten. Es gibt in der paestanischen Malerei nur selten Alltagsbilder, dafür Darstellungen von Tieren. Grabszenen werden verhältnismäßig selten gezeigt, Naiskos-Darstellungen kommen gar nicht vor. Asteas und Python beeinflussten die Vasenmalerei der Stadt nachhaltig. Dies ist an den Arbeiten ihrer Nachfolger, etwa des wohl aus Apulien eingewanderten Aphrodite-Malers, erkennbar. Er führte eine Oinochoe mit hohem Hals in das Formenrepertoire ein, auf ihn folgte der Maler des Bostoner Orestes. Um 330 v. Chr. entstand eine zweite Werkstatt, die sich zunächst an den Arbeiten der ersten orientierte. Doch ließen dort Qualität und Motivreichtum der Arbeiten schnell nach. Zeitgleich ist auch der Einfluss des kampanischen Caivano-Malers erkennbar. Lineare Gewandkonturen und konturlose Frauenfiguren waren die Folge. Gegen Ende der paestanischen figürlich bemalten Keramik imitierten die Handwerker apulische Vasen. Um 300 v. Chr. kam die paestanische Vasenmalerei zum Erliegen.